# Filippos Karvelas
Filippos Karvelas (griechisch Φίλιππος Καρβελάς; * 1877 in Athen; † 7. November 1952 ebenda) war ein griechischer Turner, Mitglied im Verein Ethnikos Gymnastikos Syllogos.
Karvelas nahm an den Turnwettbewerben der olympischen Sommerspiele 1896 in Athen teil. Er war Mitglied der griechischen Barrenmannschaft und holte mit dem Team eine Bronzemedaille.